# فهرست احزاب سیاسی در کانادا
این مقاله احزاب سیاسی در کانادا را فهرست می‌کند.

## احزاب فدرال
در مقابل با سیستم احزاب سیاسی بسیاری از کشورها، احزاب کانادایی در سطح فدرال با وجود داشتن نام‌های مشابه اغلب فقط با احزاب در سطح استان ارتباط آزادانه دارند. یک استثنا حزب دموکرات جدید است که از نظر سازمانی با اکثر همتایان استانی خود از جمله عضویت مشترک ادغام شده‌است.

## احزاب استانی و سرزمینی

### سرزمینهای شمال غربی
تقریباً از سال ۱۸۹۷ تا ۱۹۰۵ احزاب سیاسی فعال بودند. با این وجود، هنگام ایجاد استانهای آلبرتا و ساسکاچوان از مناطق پرجمعیت NWT، دولت قانونگذاری حذف شد. دولت مقننه منتخب در سال ۱۹۵۱ مجدداً تأسیس شد. مانند Nunavut NWT نامزدهای مستقلی را انتخاب می‌کند و با اجماع عمل می‌کند. برخی از نامزدها در سال‌های اخیر ادعا کرده‌اند که از طرف یک حزب در انتخابات شرکت می‌کنند، اما قانون ارضی احزاب را به رسمیت نمی‌شناسد.

#### احزاب تاریخی ۱۸۹۷–۱۹۰۵
- حزب لیبرال سرزمین‌های شمال غربی
- حزب لیبرال-محافظه کار سرزمین‌های شمال غربی

### نوناووت
این قلمرو که در سال ۱۹۹۹ تأسیس شد، دارای یک مجلس قانونگذاری است که بر اساس الگوی اجماع دولت عمل می‌کند، نامزدهایی به عنوان مستقل شرکت می‌کنند و هیچ احزابی در مجلس قانونگذاری نمایندگی نمی‌کنند.

## احزاب شهرداری
اکثر سیاست‌های شهرداری در کانادا غیرحزبی است، اما دولت‌های شهری ونکوور و مونترال بر اساس یک سیستم حزبی فعالیت می‌کنند.